# Cộng hòa Xô viết Nhân dân Bukhara
Cộng hòa Nhân dân Xô viết Bukhara (tiếng Uzbek: Buxoro Xalq Shoʻro Jumhuriyati; tiếng Tajik: Ҷумҳурии Халқии Шӯравии Бухоро; tiếng Nga: Бухарская Народная Советская Республика, chuyển tự: Bukharskaya Narodnaya Sovetskaya Respublika) là một nhà nước Xô viết kiểm soát vùng lãnh thổ của Tiểu vương quốc Bukhara trước kia trong những năm ngay sau Cách mạng Nga. Năm 1924, tên của nước này được đổi thành Cộng hòa Xô viết Xã hội chủ nghĩa Bukharan (Bukhara SSR; tiếng Nga: Бухарская Социалистическая Советская Республика). Sau khi vẽ lại biên giới khu vực, lãnh thổ của nước này chủ yếu được giao cho Cộng hòa Xô viết Uzbekistan và một phần cho Cộng hòa Xô viết Turkmenistan.

## Lịch sử

Soviet Trung Á năm 1922

Năm 1868, Đế quốc Nga buộc Tiểu vương quốc Bukhara phải chấp nhận quy chế bảo hộ. Trong 40 năm tiếp theo, người Nga đã dần dần xói mòn lãnh thổ của Bukhara, mặc dù họ chưa bao giờ thực sự sáp nhập thành phố Bukhara. Tuy nhiên, tiểu vương không thể ngăn chặn mọi ảnh hưởng bên ngoài, và dần dần một số thanh niên bất mãn của Bukhara đã chuyển sang chủ nghĩa Pan-Turkism, lấy cảm hứng từ Young Turks trong Đế chế Ottoman, những ý tưởng lấy từ phong trào cải cách Jadid Hồi giáo và chủ nghĩa cộng sản mới lấy cảm hứng từ những người Bolshevik. Những hệ tư tưởng khác nhau này đã hợp nhất thành Young Bukharans (Tiếng Nga: младобухарцы, mladobukhartsy), do Faizullah Khojaev lãnh đạo.

### Young Bukharans
Những người Young Bukharans phải đối mặt với những trở ngại cực độ khi tiểu vương quốc này bị chi phối bởi giáo sĩ Hồi giáo Sunni bảo thủ. Cuộc xung đột sau đó đã khiến những người Young Bukharans thế tục và những người ủng hộ Bolshevik của họ chống lại phe nổi dậy ủng hộ tiểu vương bảo thủ, Basmachi, trong một cuộc xung đột kéo dài hơn một thập kỷ.
Vào tháng 3 năm 1918, những nhà hoạt động Young Bukharan đã thông báo với những người Bolshevik rằng người dân Bukharan đã sẵn sàng cho cuộc cách mạng và đang chờ được giải phóng khỏi emir. Hồng quân đã tiến đến cổng thành Bukhara và yêu cầu emir giao nộp thành phố cho những người Young Bukharans. Một nguồn tin của Nga đưa tin rằng emir đã đáp trả bằng cách giết chết phái đoàn Bolshevik và kích động người dân tham gia cuộc thánh chiến chống lại những "kẻ ngoại đạo" Bolshevik. Hàng nghìn người Nga đã thiệt mạng trong các cuộc bạo loạn tôn giáo này ở Bukhara và các khu vực xung quanh; nhiều người Young Bukharans đã bị bắt và hành quyết; các tuyến đường sắt và liên lạc chính từ Bukhara đến Chardjui và Samarkand đã bị phá hủy. 
Tuy nhiên, vị tiểu vương chỉ giành được sự hoãn binh tạm thời. Đến tháng 8 năm 1920, những người Bolshevik Turkestan đã ủng hộ việc tiêu diệt Tiểu vương quốc Bukhara như một trung tâm của các lực lượng phản cách mạng. Vào ngày 3 tháng 8 năm 1920, những người Bolshevik và những người Young Bukharan đã đồng ý hành động cùng nhau với sự hiểu biết rằng những người Young Bukharan sẽ gia nhập Đảng Cộng sản. Ngày 16 tháng 8 năm 1920, Đại hội lần thứ 4 của Đảng Cộng sản Bukharan được tổ chức tại Chardjui do những người Bolshevik kiểm soát đã quyết định lật đổ vị tiểu vương. Vào ngày 25 tháng 8 năm 1920, Bộ Chính trị của Đảng Cộng sản Nga của những người Bolshevik đã xác nhận các lệnh cho Hội đồng Quân sự Cách mạng Turkestan liên quan đến "vấn đề Bukhara".

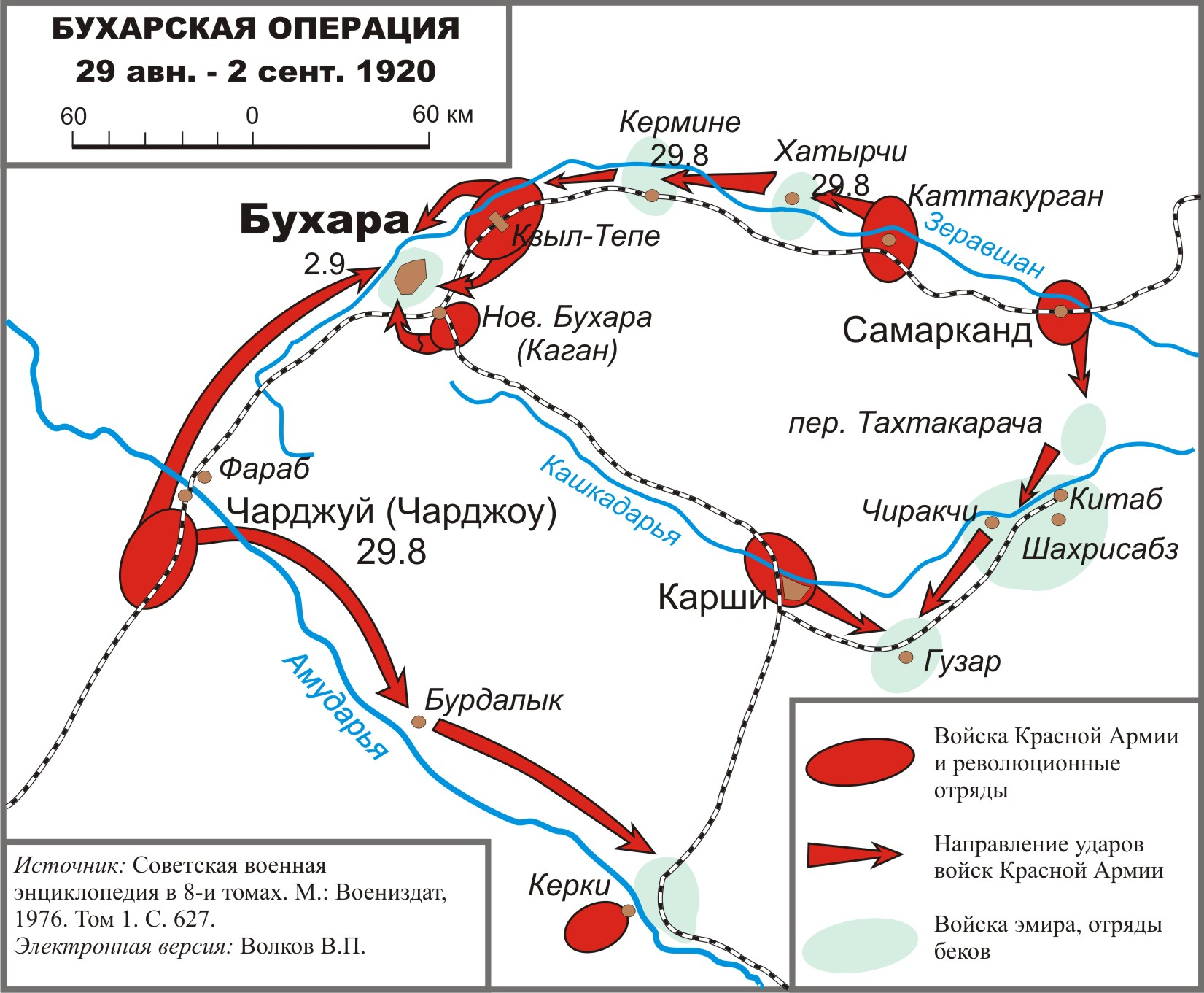
Chiến dịch quân sự Bukhara, năm 1920

Vào ngày 28 tháng 8 năm 1920, một đội quân gồm các binh lính Hồng quân được trang bị tốt và có kỷ luật dưới sự chỉ huy của tướng Bolshevik Mikhail Frunze đã tấn công thành phố Bukhara. Vào ngày 31 tháng 8 năm 1920, Emir Alim Khan đã chạy trốn đến Dushanbe ở miền Đông Bukhara (Sau đó ông đào tẩu khỏi để đến Kabul, Afghanistan). Vào ngày 2 tháng 9 năm 1920, sau bốn ngày chiến đấu, thành trì của emir (the Ark) đã bị phá hủy, lá cờ đỏ được kéo lên từ đỉnh Tháp Kalyan Minaret. Vào ngày 14 tháng 9 năm 1920, Ủy ban Cách mạng Toàn Bukharan được thành lập, đứng đầu là A. Mukhitdinov. Chính phủ – Hội đồng Nhân dân Nazir (xem nāẓir) – do Faizullah Khojaev chủ trì.

### Cộng hòa Soviet Nhân dân Bukharan
Cộng hòa Xô viết Nhân dân Bukharan được tuyên bố vào ngày 8 tháng 10 năm 1920 dưới thời Fayzulla Xoʻjayev. Theo thuật ngữ của Liên Xô, nước cộng hòa này là "chế độ chuyên chính dân chủ cách mạng của giai cấp vô sản và tá điền", một giai đoạn chuyển tiếp sang Cộng hòa Xã hội chủ nghĩa Xô viết. Một hiến pháp mới được thông qua vào tháng 9 năm 1921, trái với Hiến pháp Nga năm 1918, cho phép sở hữu tư nhân đối với đất đai và tài sản sản xuất và trao quyền bỏ phiếu cho những người không phải là vô sản (mặc dù người thân của tiểu vương bị phế truất, cựu quan chức tiểu vương và chủ đất lớn không được bỏ phiếu).
Việc lật đổ tiểu vương là động lực cho cuộc nổi loạn Basmachi, một cuộc nổi loạn của phe bảo thủ chống cộng sản. Năm 1922, hầu hết lãnh thổ của nước cộng hòa (Đông Bukhara, từ Hisor đến Tây Pamir) do Basmachi kiểm soát, và phải đến năm 1926, Hồng quân mới dập tắt hoàn toàn cuộc nổi loạn.
Trong những năm đầu của Cách mạng Nga, Lenin đã dựa vào chính sách khuyến khích các cuộc cách mạng địa phương dưới sự bảo trợ của giai cấp tư sản địa phương, và trong những năm đầu của chế độ Bolshevik, những người Cộng sản đã tìm kiếm sự hỗ trợ của những người cải cách Jadid để thúc đẩy các cải cách xã hội và giáo dục cấp tiến. Chỉ hai tuần sau khi tuyên bố thành lập Cộng hòa Nhân dân, số lượng đảng viên Đảng Cộng sản ở Bukhara đã tăng vọt lên 14.000 vì nhiều cư dân địa phương háo hức chứng minh lòng trung thành của họ với chế độ mới. Khi Liên Xô ổn định, họ có thể tự thanh trừng những người được gọi là cơ hội chủ nghĩa và những người theo chủ nghĩa dân tộc tiềm năng. Một loạt các cuộc trục xuất đã khiến số lượng thành viên giảm xuống còn 1000 vào năm 1922.
Những điều trên được phản ánh trong lá cờ của Cộng hòa Xô viết Nhân dân Bukharan, được thiết kế khi thành lập, kết hợp Búa liềm Cộng sản với Trăng lưỡi liềm truyền thống, xuất hiện trên lá cờ của Tiểu vương quốc Bukhara cũng như trên lá cờ của Đế chế Ottoman và nhiều quốc gia Hồi giáo khác. Ngược lại, lá cờ của các nước Cộng hòa Xô viết mà lãnh thổ Bukharan bị chia cắt vào năm 1924 chỉ có Búa liềm, không có Lưỡi liềm.

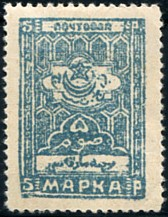
Tem bưu chính từ tháng 8 năm 1924.

### Cộng hòa Xô viết Xã hội chủ nghĩa Bukharan
Từ ngày 19 tháng 9 năm 1924 đến ngày 27 tháng 10 năm 1924, Cộng hòa này được gọi là Cộng hòa Xô viết Xã hội chủ nghĩa Bukharan (Bukharan SSR). Khi các ranh giới quốc gia mới được vạch ra vào năm 1924, Bukharan SSR đã bỏ phiếu giải thể và trở thành một phần của Uzbek SSR mới. Ngày nay, lãnh thổ của Bukhara SSR đã không còn tồn tại chủ yếu nằm ở Uzbekistan với một số phần ở Tajikistan và Turkmenistan.
Khojaev, mặc dù có xuất thân từ Jadid, đã trở thành Tổng thống đầu tiên của Uzbek SSR. Sau đó, ông bị thanh trừng và hành quyết vào những năm 1930 cùng với phần lớn giới trí thức Trung Á.

## Các lãnh đạo chính trị
| Tên                                                    | Nhận chức                            | Từ chức                              | Đảng phái                            | Đảng phái                            | Ghi chú                                                                                       |
| Chủ tịch Ủy ban Cách mạng Trung ương                   | Chủ tịch Ủy ban Cách mạng Trung ương | Chủ tịch Ủy ban Cách mạng Trung ương | Chủ tịch Ủy ban Cách mạng Trung ương | Chủ tịch Ủy ban Cách mạng Trung ương | Chủ tịch Ủy ban Cách mạng Trung ương                                                          |
| ------------------------------------------------------ | ------------------------------------ | ------------------------------------ | ------------------------------------ | ------------------------------------ | --------------------------------------------------------------------------------------------- |
| Mirzo Abduqodir Mansurovich Mukhitdinov                | 2 September 1920                     | 22 September 1921                    |                                      | Đảng Cộng sản Bukhara                | Chủ tịch danh dự của Ủy ban Cách mạng Lâm thời từ ngày 2 tháng 9 đến ngày 6 tháng 10 năm 1920 |
| Polat Usmon Khodzhayev                                 | 25 September 1921                    | 8 December 1921                      |                                      | Đảng Cộng sản Bukhara                |                                                                                               |
| Chủ tịch Đoàn Chủ tịch Ủy ban Chấp hành Trung ương     |                                      |                                      |                                      |                                      |                                                                                               |
| Polat Usmon Khodzhayev                                 | 23 September 1921                    | 12 April 1922                        |                                      | Đảng Cộng sản Bukhara                |                                                                                               |
| Muin Jon Aminov                                        | 12 April 1922                        | 18 August 1922                       |                                      | Đảng Cộng sản Bukhara                |                                                                                               |
| Porsa Khodzhayev                                       | 18 August 1922                       | 27 October 1924                      |                                      | Đảng Cộng sản Bukhara                |                                                                                               |
| Chủ tịch Hội đồng Nhân dân Nazirs (Hội đồng Bộ trưởng) |                                      |                                      |                                      |                                      |                                                                                               |
| Fayzulla Xoʻjayev                                      | 8 October 1920                       | 19 April 1923                        |                                      | Đảng Cộng sản Bukhara                |                                                                                               |
| Mirzo Abduqodir Mansurovich Mukhitdinov                | 15 June 1923                         | 27 October 1924                      |                                      | Đảng Cộng sản Bukhara                |                                                                                               |

## Địa lý
Cộng hòa Xô viết Nhân dân Bukhara (Bukharan PSR) có diện tích 182.193 km2 (70.345 dặm vuông Anh) và dân số khoảng 2.2 triệu người, chủ yếu là người Uzbek, Tajik và Turkmen. Trong suốt thời gian tồn tại từ năm 1920 đến năm 1924, Bukhara PSR là một vùng đất rộng lớn nằm trong Cộng hòa Xã hội chủ nghĩa Xô viết Tự trị Turkestan (Turkestan ASSR)  được thành lập vào tháng 4 năm 1918 trên lãnh thổ Turkestan thuộc Nga. Bukharan PSR, cùng với Khorezm PSR, trải dài từ tây bắc sang đông nam theo một vành đai chia Turkestan ASSR  thành hai phần riêng biệt: phần nhỏ ở phía tây nam, tương ứng với Turkmenistan ( (ngoại trừ một dải hẹp dọc theo bờ nam của Amudarya, được đưa vào Bukharan PSR), và phần lớn hơn nhiều ở phía đông bắc, tương ứng với các phần của Uzbekistan, Tajikistan, Kyrgyzstan và Kazakhstan ngày nay. Biên giới phía nam của Bukharan PSR trải dài từ tây bắc sang đông nam dọc theo bờ nam của Amudarya đến Termez và sau đó dọc theo Panj vào Tây Pamir, đến Langar tại điểm cực đông nam của nó. Nó giáp với Samarkand Oblast về phía đông bắc và phần phía nam của Fergana Oblast về phía đông ở Tây Pamir. Biên giới phía bắc của Cộng hòa Nhân dân trải dài gần Khiva ở phía tây và chạm tới Karakalpakstan và Navoiy Region ở Uzbekistan ngày nay.
Cộng hòa Nhân dân, giống như Tiểu vương quốc Bukhara mà nó kế thừa, đã được chia thành Tây Bukhara, bao gồm các thành phố Bukhara và Karshi, và Đông Bukhara, từ Hisor đến Tây Pamir. Trong quá trình phân định quốc gia Trung Á vào năm 1924, Tây Bukhara đã được đưa vào Cộng hòa Xã hội chủ nghĩa Xô viết Uzbekistan mới thành lập (trừ bờ nam của Amudarya với thành phố Chardjui, thuộc về Cộng hòa Xã hội chủ nghĩa Xô viết Turkmenistan), trong khi Đông Bukhara, từ Hisor đến Tây Pamir, đã được nhượng lại cho Cộng hòa Xã hội chủ nghĩa Xô viết Tự trị Tajik (Tajik ASSR) và do đó trở thành một phần của Cộng hòa Xã hội chủ nghĩa Xô viết Tajik được thành lập sau đó vào năm 1929.